# الکساندر دوم، امپراتور روسیه
الکساندرِ دوّم (به روسی: Алекса́ндр II)، امپراتور روسیه، پادشاه لهستان و دوک بزرگ فنلاند از سال ۱۸۵۵ میلادی تا هنگام ترورش در ۱۳ مارس سال ۱۸۸۱ میلادی بود.
هنگامی که الکساندر دوم در سال ۱۸۵۵ میلادی به حکومت رسید، تمایل به اصلاحات رواج یافته بود. جنبش رو به افزایش بشردوستانه‌ای به وجود آمده بود که به سرف‌داری حمله می‌برد. در سال ۱۸۵۹ میلادی، ۲۳ میلیون سرف در روسیه در شرایطی زندگی می‌کردند که به مراتب بدتر از وضعیت رعایای اروپای غربی در بین تیولداران قرن شانزدهم میلادی بود. الکساندر دوم برآن شد تا به جای آنکه منتظر شود تا نظام ارباب‌رعیتی از طریق انقلاب طبقات پایین جامعه منسوخ شود، خود سیستم سرف‌داری را لغو نماید.

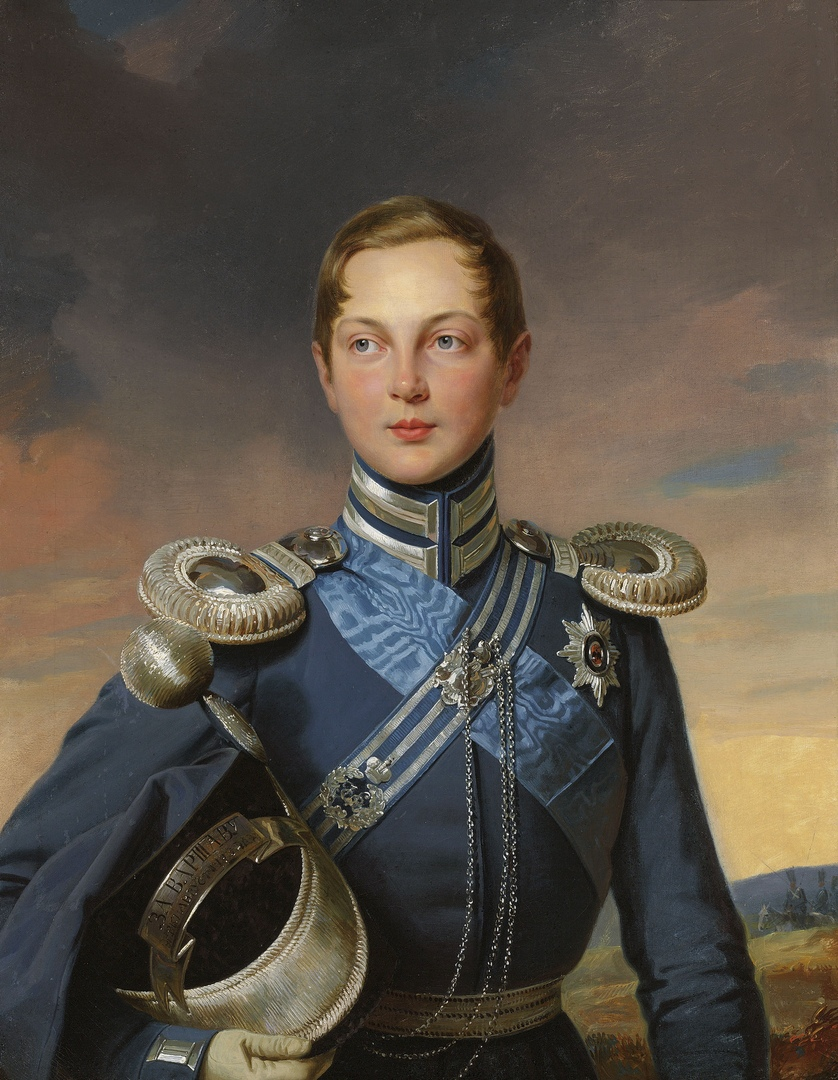
الکساندر دوم

## اوایل زندگی
الکساندر نیکولایویچ که در مسکو به دنیا آمد، پسر ارشد نیکلای یکم، امپراتور روسیه و شارلوت فن پروسن (دختر بزرگ فریدریش ویلهلم سوم پادشاه پروس و لوئیز مکلنبورگ استرلیتز) بود. زندگی اولیه او نشانه کمی از پتانسیل نهایی او بود. تا زمان رسیدن او به پادشاهی در سال ۱۸۵۵، در سن ۳۷ سالگی، کمتر کسی تصور می‌کرد که آیندگان او را به دلیل اجرای چالش برانگیزترین اصلاحات انجام شده در روسیه از زمان سلطنت پتر کبیر بیاد بیاورند. عمویش امپراتور الکساندر یکم بدون فرزند درگذشت. دوک بزرگ کنستانتین، برادر کوچکتر بعدی الکساندر یکم، قبلاً از حق خود برای تاج و تخت روسیه چشم پوشی کرده بود؛ بنابراین، پدر الکساندر، که سومین پسر پاول یکم بود، امپراتور جدید شد. او نام نیکلای یکم را برگزید. در آن زمان، الکساندر به عنوان وارث تاج و تخت پدرش، در نظر گرفته شد.
در دوره زندگی او به عنوان وارث (۱۸۲۵ تا ۱۸۵۵)، فضای فکری سن پترزبورگ طرفدار هیچ نوع تغییری نبود، آزادی اندیشه و همه اشکال ابتکار خصوصی به دستور پدرش به شدت سرکوب شد. سانسور شخصی و رسمی فراگیر بود. انتقاد از مقامات به عنوان یک تخلف جدی تلقی می‌شد. آموزش او به‌عنوان امپراتور آینده زیر نظر شاعر رمانتیک لیبرال و مترجم با استعداد واسیلی ژوکوفسکی انجام شد، که موضوعات بسیار زیادی را درک و با زبان‌های اصلی اروپایی مدرن او را آشنا نمود. الکساندر جوان، به یک تور شش‌ماهه در روسیه (۱۸۳۷) برده شد که برای آن زمان غیرمعمول بود و از ۲۰ استان کشور بازدید کرد. او همچنین در سال‌های ۱۸۳۸ و ۱۸۳۹ از بسیاری از کشورهای برجسته اروپای غربی بازدید کرد. به عنوان تزسارویچ، الکساندر اولین وارث رومانوف بود که از سیبری دیدن کرد (۱۸۳۷). او در حین تور روسیه با الکساندر هرزن شاعر تبعیدی آن زمان نیز دوست شد و او را عفو کرد. با نفوذ هرزن بود که او بعداً رعیت‌داری را در روسیه لغو کرد. در سال ۱۸۳۹، زمانی که والدینش او را به تور اروپا فرستادند، با ملکه ویکتوریا بیست ساله آشنا شد. Simon Sebag Montefiore حدس می‌زند که یک عاشقانه کوچک پدید آمده است. با این حال، چنین ازدواجی کارساز نبود، زیرا او شاهزاده کوچک اروپا نبود و خود در صف وارث تاج و تخت بود. در سال ۱۸۴۷، الکساندر در طول قحطی بزرگ به ایرلند کمک مالی کرد. او را شبیه یک آلمانی، تا حدودی صلح‌طلب، سیگاری و کارت‌باز توصیف کرده‌اند.
لغو سرف‌داری در سال ۱۸۶۱ میلادی، یکی از مهم‌ترین وقایع قرن نوزدهم میلادی در تاریخ روسیه بود. این مسئله سرآغازی برای پایان دادن به انحصار قدرت در دست اشراف ملاک بود. آزادسازی سرف‌ها سبب ایجاد منبع تأمین نیروی کار آزاد در شهرها شد، صنایع را به حرکت درآورد و طبقه متوسط از لحاظ تعداد و توان افزایش داد اما آن‌هایی که زمین‌ها را به عنوان هدیه دریافت می‌کردند باید به صورت مادام العمر مالیات مخصوصی را به دولت پرداخت می‌نمودند. در موارد متعدد رعایا به استفاده از فقیرترین زمین‌ها از لحاظ حاصلخیزی پایان دادند. تمام زمینهایی که به رعایا واگذار می‌شد تحت تملک یک کدخدا در محله روستایی قرار می‌گرفت که او املاک را بین رعایا تقسیم و بر دارایی‌های آن‌ها نظارت می‌نمود. با این حال که سرف‌داری منسوخ شده بود امّا براندازی آن با شرایطی حاصل شده بود که برای رعایا ناخوشایند بود. با وجود اهدافی که الکساندر دوم در نظر داشت، تنش‌های انقلابی کاهش نیافت.

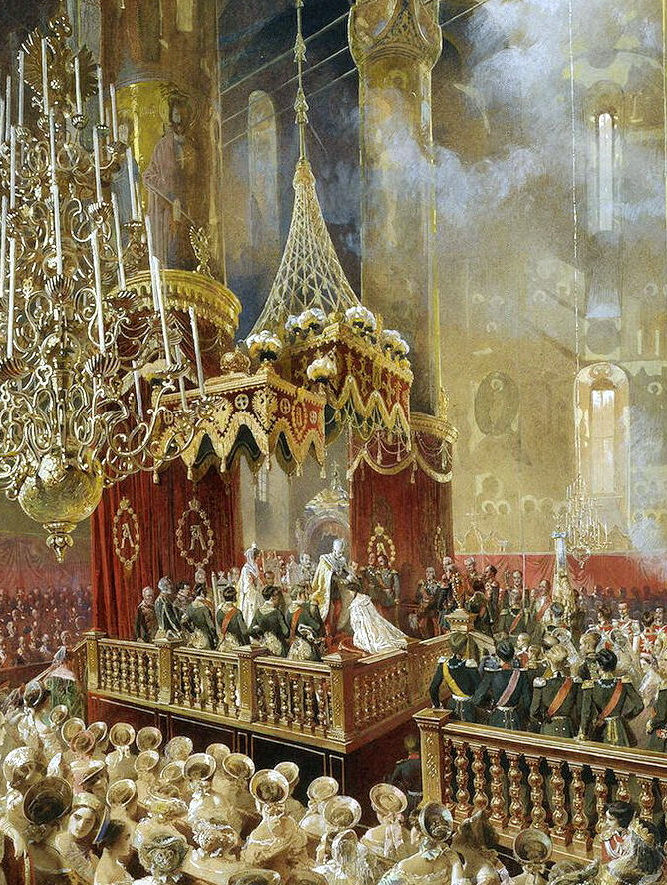

الکساندر همچنین به خاطر سیاست خارجی‌اش که عمدتاً صلح‌طلب، حامی ایالات متحده و مخالف بریتانیای کبیر بود، قابل توجه بود. اسکندر در طول جنگ داخلی آمریکا از نیروهای اتحادیه حمایت کرد و کشتی‌های جنگی را به بندر نیویورک و خلیج سانفرانسیسکو فرستاد تا از حملات نیروی دریایی کنفدراسیون جلوگیری کند. او در سال ۱۸۶۷ آلاسکا را به ایالات متحده فروخت، زیرا بیم داشت که این مستعمره دورافتاده در جنگ آینده به دست بریتانیا بیفتد. او به دنبال صلح بود، پس از سقوط ناپلئون سوم در سال ۱۸۷۱ از فرانسه جنگ‌طلب فاصله گرفت و در سال ۱۸۷۲ به امپراتوری آلمان و اتریش-مجارستان در مجمع سه امپراتور پیوست که وضعیت اروپا را تثبیت کرد.
در اواخر دهه ۱۸۷۰ میلادی، امپراتوری روسیه و امپراتوری عثمانی مجدداً در بالکان با یکدیگر درگیر جنگ شدند. از سال ۱۸۷۵ تا ۱۸۷۷ میلادی، بحران در بالکان با شورش‌هایی علیه حکومت عثمانی تشدید شد. شورش‌ها غالباَ از سوی اتباع مختلف اسلاو بود که از سوی حکّام عثمانی سرکوب شده و در کشور روسیه این سرکوب را بیرحمی بزرگی نسبت به آن‌ها می‌دانستند. ایده ملی‌گرایانه روسی، عامل جدی داخلی در حمایت از مسیحیان آزادی‌خواه بالکانی علیه حکومت عثمانی بود و موجب استقلال بلغارستان و صربستان، شاهزاده‌نشین مونته‌نگرو و رومانی گردید. در اوایل سال ۱۸۷۷، روسیه از طرف صربستان در این درگیری مداخله نمود، و سربازان داوطلب روسی را برای جنگ با امپراتوری عثمانی به آن منطقه اعزام نمود. طی یک سال روس‌ها به حوالی قسطنطنیه رسیده و دولت عثمانی را زیر فشار گذاشتند. دیپلمات‌ها و ژنرال‌های ملی‌گرای روس، الکساندر دوم را وادار نمودند تا ترک‌ها را به امضای پیمان سن استفانو در مارس ۱۸۷۸ مجبور سازد. این پیمان بلغارستانی وسیع و مستقل ایجاد می‌نمود که تا نواحی جنوب غربی بالکان امتداد داشت. امّا زمانی که بریتانیا روسیه را به دلیل مفاد پیمان سن استفانو تهدید به اعلام جنگ نمود، روسیه (خسته از جنگ) از موضع خود عقب‌نشینی نمود. نهایتاَ در ژوئیه ۱۸۷۸ در کنگره برلین، روسیه با ایجاد بلغارستانی کوچک‌تر موافقت نمود. در نتیجه، ملی‌گرایان روسی با میراثی از تلخکامی باقی‌ماندند، این ناکامی موجب تحریک تنش‌های انقلابی در روسیه گردید.

## مرگ
الکساندر دوم با وجود اینکه ۲۰ میلیون رعیت روستایی را از زنجیر بردگی آزاد کرده بود، نظام قضایی و اداری روسیه را سامان داده بود و در تلاش بود شکم مردم خود را سیر نگاه دارد، نتوانست تنش‌های انقلابی را فرو بنشاند. پیش از آن نیز دوبار به او سوء قصد شده بود. اولین بار در نمایشگاه جهانی سال ۱۸۶۷ فرانسه و بار دوم در فوریه ۱۸۸۰ میلادی وی تهدید به مرگ شده بود. در کل گلوله‌های قبلی همگی به خطا رفته بودند و بمب‌هایی هم که سر راه یا در کاخش منفجر شدند به او و خانواده‌اش آسیبی نزده بودند. در یک صبح بسیار سرد زمستانی در روز ۱۳ مارس ۱۸۸۱ میلادی، تزار روسیه برحسب عادت با همراهانش در حال گشتی روزانه در خیابان‌های سن پترزبورگ بود. کالسکه‌اش در کوچه ای حوالی کانال کاترین و پل پِوچِوسکی همراه با تشریفات کامل گارد پلیس در حال حرکت بود که ناگهان آنارشیستی به طرف کالسکه او بمب پرتاب کرد. آن انفجار او را نکشت. جان یکی از همراهانش را گرفت و چند نفر دیگر که در آن نزدیکی بودند را زخمی کرد. پس از انفجار فوراَ از کالسکه ضدگلوله‌اش که هدیه‌ای از سوی ناپلئون سوم امپراتور سابق فرانسه بود پیاده شد و به اطرافش و به ابتدا تا انتهای خیابان نگاهی انداخت. از سرما می‌لرزید، امّا آسیبی ندیده بود.
اسب‌ها کشته شده بودند و مردم وحشت‌زده هم به این سو و آن سو می‌دویدند. یکی از افسرانی که انفجار کالسکه را به چشم دید وحشت‌زده نزد تزار دوید و حالش را پرسید. تزار سراسیمه گفت که شکر خدا آسیبی به او نرسیده. امّا پیش از آنکه جمله‌اش را تمام کند جوان دیگری از دل جمعیت خارج شد و فریاد زد: «هنوز خیلی زوده خداروشکر کنی اعلیحضرت!» و بمب دوم را پرتاب کرد. بمب دقیقاً زیر پاهای تزار افتاد. شکم و صورتش متلاشی شد و در خون خود غلطید. به زحمت جمله «منو به قصر برگردونید… اونجا… می‌میرم.» را بر زبان آورد و بعد به کما رفت. آن گروه از همراهانش که بدون جراحت زنده مانده بودند، او را در میان بهت و وحشت مردم به کاخ رساندند و پزشکان را صدا زدند.
از نگاه کردن به بدن تکه‌تکه شده‌اش معلوم بود کوشش پزشکان فایده‌ای ندارد و این بار کارش تمام است و همان هم شد. بیش از چند ساعت دوام نیاورد و در ساعت ۱۵:۳۰ روز ۱۳ مارس ۱۸۸۱ درگذشت.
جانشین بعدی وی الکساندر سوم که شاهد کشته شدن پدرش به دست گروه‌های انقلابی بود، هیچ علاقه‌ای به ادامه اصلاحات در روسیه نداشت. حکومتی مطلقه برقرار کرد و با تمام قوا به سرکوب تحرکات انقلابی پرداخت.